# Estniska kommittén

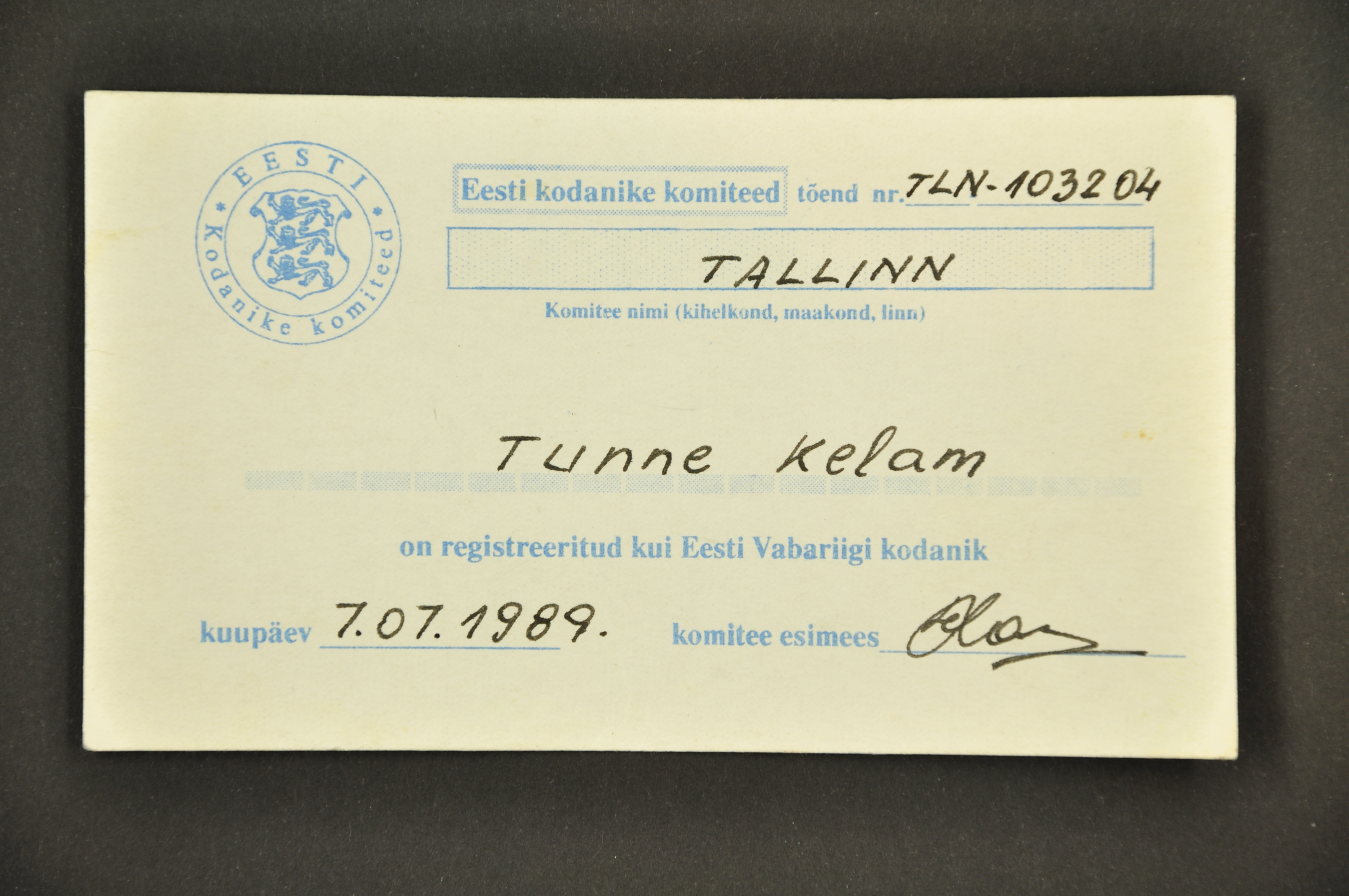
Registeringskortet som erkände Tunne Kelam som en estnisk medborgare från 1989 utfärdades av Estniska kommittéen.

Estniska kommittén (estniska: Eesti Kodanike Komiteed) var en partipolitiskt obunden rörelse i Estland,. Kommittén grundades åren 1989–1990, och hade som mål att skapa maktstrukturer som behövdes för återskapa republiken Estland baserat på kontinuitet. Detta skulle ske genom:
- Registrering av medborgarna i Republiken Estland,
- Genomföra parlamentsval i Estland; samt
- Sammankalla Estlands parlament som ett lagstiftande organ som företräder medborgarna.

Det första försöket att inrätta dessa kommittéer gjordes den 24 februari 1989 – på årsdagen 71 år efter republikens självständighetsförklaring 1918. Detta skedde under ett möte med företrädare från Estlands "Heritage Society", Estlands nationella Självständighetsparti ERSP (Eesti Rahvusliku Sõltumatuse Partei), och Estlands Kristna Allians. 
Legalt baserades initiativet på en konstitution från 1938, som antagits före kriget av det självständiga Estland, där det postulerats att det estniska folket hade den högsta makten i landet. Då de nationella och de lokala statliga kontoren hade eliminerats under perioden då Estland ockuperats av Nazityskland och Sovjetunionen behövde dessa strukturer återskapas och till att börja med behövde invånarna registreras. 
Den första kommittén sattes upp den 21 mars 1989 i Kadrina. Det första länet att inrätta en sådan kommitté var Kuressaare (den 10 april 1989). Det första länet som bildade en kommitté var Virumaa den 12 maj 1989. Det huvudsakliga arbetet med att registrera medborgarna skedde under sommarmånaderna. Rörelsen ledde till att stora mängder ester lämnade det estniska kommunistpartiet från december 1989 fram till februari 1990.